# Karel Anděl
Karel Anděl (28 de diciembre de 1884; 17 de marzo de 1947) fue un astrónomo y selenógrafo checo. Su Mappa Selenographica fue utilizado en el Atlas Estelar de Norton.

## Reconocimientos
Los siguientes elementos astronómicos han recibido su nombre:
- El cráter lunar Anděl debe su nombre al astrónomo checo.
- El asteroide "1997 AK18 AK18" nombrado en 1997. (22465 Karelanděl)